# Ancistrocerus taikonus
Ancistrocerus taikonus är en stekelart som beskrevs av Jinhaku Sonan 1939. Ancistrocerus taikonus ingår i släktet murargetingar, och familjen Eumenidae. Inga underarter finns listade i Catalogue of Life.